# Brittany O'Connell
Brittany O'Connell (Panorama City, California; 6 de diciembre de 1972) es una actriz pornográfica estadounidense.

## Biografía
Nacida en Panorama City, California, el 6 de diciembre de 1972, 52 años, Brittany es una hermosa pelirroja de ascendencia mixta irlandesa, sueca y rusa. Brittany pasó gran parte de su vida en Phoenix, Arizona. Sus primeros deseos de superación se relacionaron con el mundo del deporte ya que ella soñaba con ser una patinadora olímpica, así mismo le atraía mucho el mundo atlético de la gimnasia artística. Ya, en sus últimos años de estudio, asistió a una escuela privada de chicas graduándose de la escuela secundaria a los 17 años.
Trató de ingresar a la universidad pero no pudo, tras trabajar como mesera y ser cajera en wallmart por un par de años, para ganar dinero extra entró al mundo del modelaje, y de ahí en adelante a sus 18, casi 19 años ingresa al mundo de los clubes nocturnos sobre todo en los, table dance, logrando captar la atención de un director de cine para adultos debutando en 1992 en el mundo del cine para adultos. Una de sus primeras películas fue "Neutrones Man" donde participaba en dos escenas.
Brittany O'Connell continuó trabajando como una bailarina destacada en los clubes de toda América del Norte, siendo una de las más cotizadas del rubro junto con Jenna Jameson, Nina Hartley, Roxanne Blaze, entre otras.
Su participación también fue muy recordada en dos películas en el ciclo de "Babewatch" (la versión pornográfica de Guardianes de la bahía), sobre todo en la escena lésbica que tuvo en plena playa con la conocida actriz Brooke Waters.
Ya en 1997 Britt se retiró del mundo para adultos para crear la productora, Voodoo Daddy F/X, junto a Rick O'Shea. Debutó como directora, realizando hasta 12 títulos.
En 2008, más de una década después de su última escena decidió regresar a su labor como actriz rodando nuevas películas hasta el 2010, año de su retirada definitiva.